# Língua nande
Nande, também chamada (Oru)Ndandi ou Yira, uma língua bantu falada na República Democrática do Congo.
Os Nande do Congo e o povo Konjo de U são um único grupo étnico, que eles chamam de Yira (Bayira). Eles traçam suas origens nos Montes Ruwenzori entre os dois países. As línguas Nande e o Konjo são próximas o suficiente para serem consideradas dialetos divergentes. 

## Dialeto
Nande tem vários dialetos próprios: Nande propriamente dito, Kumbule, Mate, Tangi, Sanza, Shu, Songola (Songoora Nyangala), Swaga / Kira (em Nande, todos estes são prefixados com eki -).
Para as variedades desta língua conhecida como Shu, há informação  que outro idioma, "EkiShukaali" foi anteriormente falado pelas mulheres, o "AvaShukaali". Essa pode ser uma referência específica a algum tipo de "jargão secreto" no qual as meninas, e não os meninos, foram iniciadas.
Alguns dos Nande do Congo têm uma relação de patrono-vassalo com os Pigmeus Efé.

## Fonologia

### Consoantes
|             |                   | Bilabial | Dental | Alveolar | Palatal | Velar | Glotal |
| ----------- | ----------------- | -------- | ------ | -------- | ------- | ----- | ------ |
| Plosiva     | surda             | p        | t̪      | t        |         | k     |        |
| Plosiva     | Pré-nasalizada    | ᵐb       |        | ⁿd       |         | ᵑɡ    |        |
| Africada    | Africada          |          |        | t͡s       |         |       |        |
| Fricativa   | surda             |          |        | s        |         |       | h      |
| Fricativa   | sonora            | β        |        |          |         | ɣ     |        |
| Fricativa   | Pré-nasalizada    |          |        | ⁿz       |         |       |        |
| Nasal       | Nasal             | m        |        | n        | ɲ       |       |        |
| Rótica      | Vibrante Múltipla |          |        | r        |         |       |        |
| Rótica      | Vibrante Simples  |          |        | ɾ        |         |       |        |
| Aproximante | Aproximante       |          |        | l        | (j)     | (w)   |        |

- Semivogais (aproximantes) palatais e lábio-velares [j, w] só são ouvidos como resultado de vogais anteriores /i, ɪ, ɛ/ ou vogais posteriores /u, ʊ, ɔ/ precedendo outras vogais, ou em posições de raiz entre duas vogais.
- Plosivas sem voz /p, t, k/ podem ser ouvidas livremente como [b, d, ɡ] entre falantes, ou oclusivas sonoras também podem ocorrer em palavras emprestadas.

### Vogais
|              | Anterior | Central | PosteriorBack |
| ------------ | -------- | ------- | ------------- |
| Fechada      | i        |         | u             |
| Meio Fechada | ɪ        |         | ʊ             |
| Medial       | ɛ ~ e    |         | ɔ ~ o         |
| Meio Aberta  |          |         | ɔ ~ o         |
| Aberta       |          | a       |               |

- Sons /ɛ, ɔ/ também podem ocorrer como vogais mais fortes (próximas) [e, o] dentro de radicais contendo vogais fortes (como /i, u/), ou dentro de radicais na forma plural.[2]

## Escrita
A forma do alfabeto latino utilizada pelo Nande não tem as letras D, G, J, Q, V, X, Z. Usam-se as formas Mb, Nd, Ng, Ny,Nz, Th.